# Charlie Puth
Charlie Puth (celým jménem Charles Otto Puth mladší) (* 2. prosince 1991, Rumson, USA) je americký zpěvák, působící od roku 2009. Svůj první klip vydal v roce 2015.
Narodil se a vyrůstal ve městě Rumson v New Jersey. Jeho otec je německé národnosti, matka pochází z židovské rodiny. V dětství hrál na piáno. Studoval bostonskou vysokou školu Berklee College of Music, kterou absolvoval v roce 2013. Má bratra Stephena a sestru Mikaelu. Je popovým zpěvákem.

## Hudební kariéra
Svou kariéru započal založením svého vlastního kanálu na YouTube v září 2009, kde publikoval své akustické covery. V říjnu 2011 oznámila Ellen DeGeneres, že Puth podepsal smlouvu do labelu Eleveneleven, poté co viděla jeho cover na píseň „Someone Like You“ od Adele.

## Diskografie
- Nine Track Mind (2016)
- Voicenotes (2018)
- Charlie (2022)